# بورستاين بيارناسون
بورستاين بيارناسون هو لاعب كرة قدم آيسلندي في مركز حراسة المرمى، ولد في 22 مارس 1957 في آيسلندا. شارك مع منتخب آيسلندا لكرة القدم. أما مع النوادي، فقد لعب مع فيمليكافيلاغ هافنارفيارذار ونادي كيفلافيك ونادي لوفيرواز.

## وصلات خارجية
- بورستاين بيارناسون على موقع قاعدة بيانات كرة القدم.إي يو (الإنجليزية)
- بورستاين بيارناسون على موقع ناشيونال فوتبول تيمز (الإنجليزية)
- بورستاين بيارناسون على موقع عالم كرة القدم.نت (الإنجليزية)